# David Krmpotich
David Matthew Krmpotich (ur. 20 kwietnia 1955 w Duluth) – amerykański wioślarz. Srebrny medalista olimpijski z Seulu.
Zawody w 1988 były jego jedynymi igrzyskami olimpijskimi. Po medal sięgnął w czwórce bez sternika, osadę tworzyli ponadto Thomas Bohrer, Richard Kennelly i Raoul Rodriguez. W 1986 zdobył brązowy medal mistrzostw świata w ósemce.